# شعب كثير (لودر)
شعب كثير هي إحدى قرى عزلة زارة بمديرية لودر التابعة لمحافظة أبين، بلغ تعداد سكانها 275 نسمة حسب تعداد اليمن لعام 2004.